# オンシジウム・ケイロフォルム

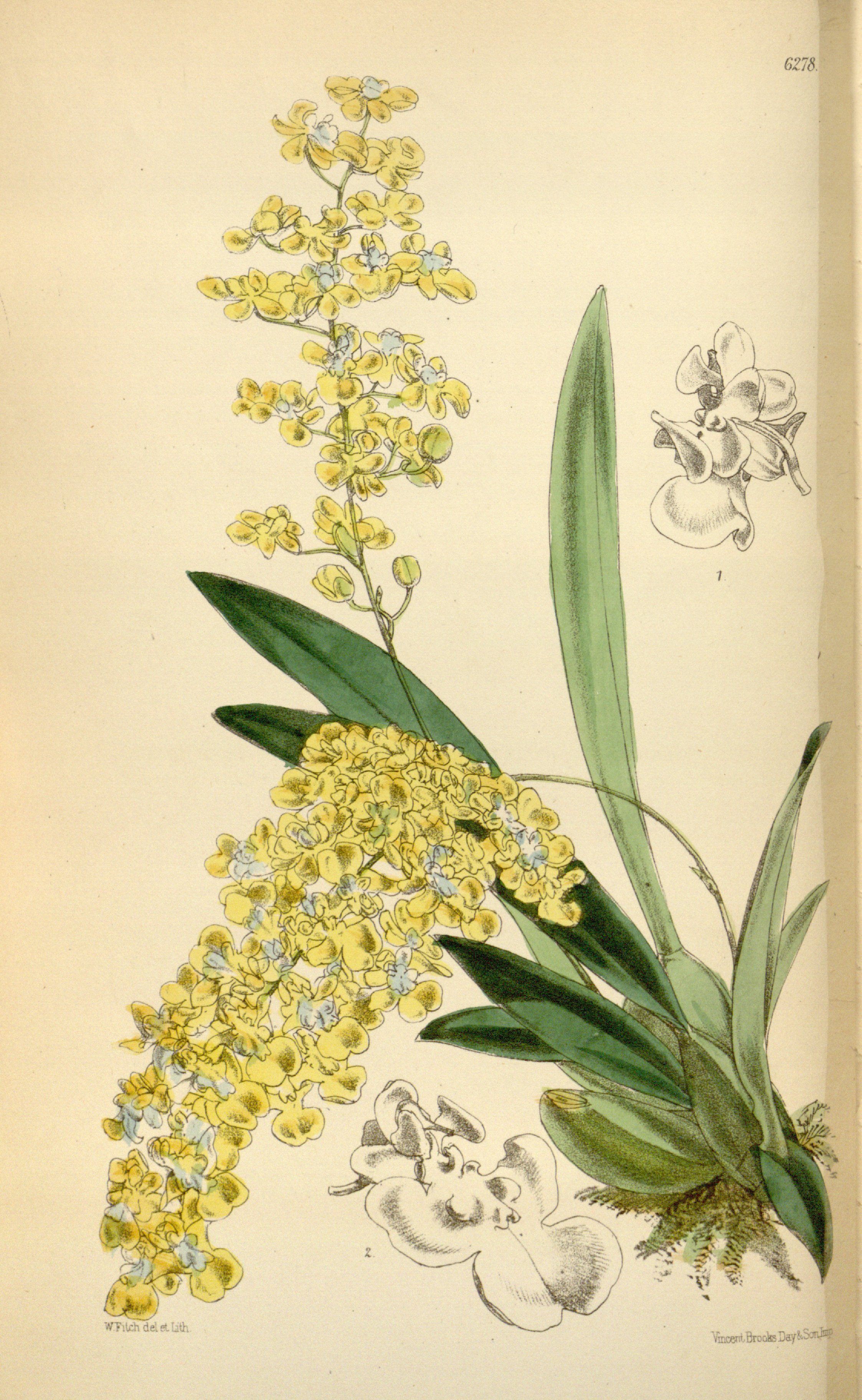
ウォルター・フィッチによる「カーティス・ボタニカル・マガジン」の図版

オンシジウム・ケイロフォルム Oncidium cheirophorum Rchb. f. は、ラン科植物の1種。花に香りが強く、小型の洋ランとして栽培される。

## 特徴
常緑性の多年草で着生植物。偽鱗茎は広卵形でやや扁平、長さ2.5cmほど。基部の苞には苞葉があり、偽鱗茎の先端にも葉が1枚つく。葉は倒披針形で長さ10-15cm、やや薄手の革質。
花期は冬で、花茎は偽鱗茎基部、苞葉の内側から伸び出し、弓なりに伸びて長さ15-25cmになる。花茎は枝分かれして多数の花をつける。花は黄色で、径が約1.5cmで香りがある。花被片は俯きに抱える。萼片と側花弁は円形で、長さ0.6cm。唇弁は側裂片と中裂片の3つに分かれるが、それらはほぼ同大。側裂片の基部は反り返り、その先端はやや内向き。中裂片も内向き。つまり唇弁の中央だけが前に突き出したような形になる。カルスは多肉質で角状をしており、やや白い。蕊柱の翼部は鎌状に発達する。

## 分布
コロンビア、パナマ。

## 利用
洋ランとして栽培される。本属では小型種であり、ミニオンシジウムとして重宝される。また美花種の一つとされる。また、栽培も容易で毎年のように開花させられる。ただし、夏の暑さにはやや弱いところがあり、木陰など涼しいところに置いた方がよいとのこと。香りがよくて強い。
本種そのものも原種として出回るが、交配親としても用いられる。特に、同じく小型で香りの良いオンシとして知られるオルニソリンクムの血を引くトゥインクルは香りの蘭として非常に広く普及している。